# Miro à poitrine grise
Eopsaltria griseogularis
Espèce
Statut de conservation UICN

 LC  : Préoccupation mineure
Le Miro à poitrine grise (Eopsaltria griseogularis) est une espèce de passereaux de la famille des Petroicidae.

## Taxonomie
Certains auteurs considèrent ce taxon comme une sous-espèce du Miro à poitrine jaune (Eopsaltria australis).

## Distribution
Cette espèce est endémique d'Australie.